# John Pendleton King

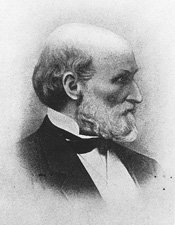
John Pendleton King

John Pendleton King (* 3. April 1799 in Glasgow, Barren County, Kentucky; † 19. März 1888 in Summerville, Georgia) war ein US-amerikanischer Politiker der Demokratischen Partei, der den Bundesstaat Georgia im US-Senat vertrat.
John Pendleton King war noch ein Kleinkind, als seine Eltern mit ihm nach Tennessee zogen, wo die Familie im Bedford County lebte. Im Jahr 1815 folgte ein weiterer Umzug nach Augusta in Georgia, wo der Jugendliche an der Academy of Richmond County seinen Abschluss machte und die Rechtswissenschaften studierte. Nach der Aufnahme in die Anwaltskammer im Jahr 1819 praktizierte er als Jurist in Augusta.
Zwischen 1822 und 1824 studierte King in Europa. Nach seiner Rückkehr arbeitete er bis 1829 wieder als Anwalt in Augusta, ehe er sich einer politischen Laufbahn zuwandte und im Jahr 1830 sowie noch einmal 1833 am Verfassungskonvent von Georgia teilnahm. 1831 wurde er zum Richter am Prozessgericht von Georgia (Court of Common Pleas) berufen. Schließlich trat er 1833 bei der Nachwahl um das Mandat des zurückgetretenen US-Senators George Troup an und war erfolgreich, woraufhin er am 21. November dieses Jahres in den Kongress einzog. 1834 gelang ihm die Wiederwahl; er absolvierte jedoch keine komplette Legislaturperiode, sondern trat seinerseits am 1. November 1837 ebenfalls zurück.

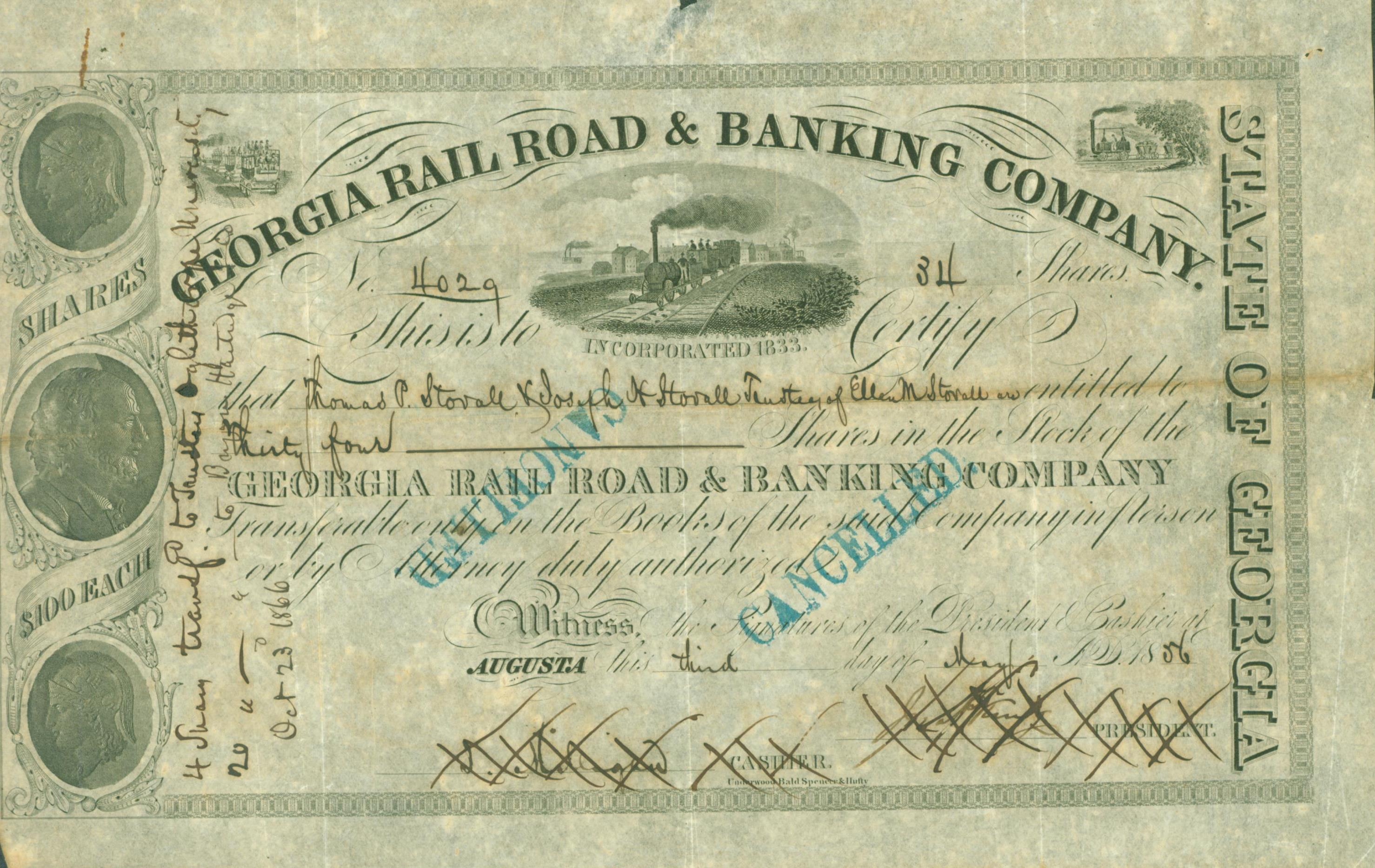
Aktie der Georgia Rail Road & Banking Company vom 3. März 1856

King zog sich aus der Politik zurück und wurde ein erfolgreicher Geschäftsmann. Zwischen 1841 und 1878 stand er der Georgia Railroad and Banking Company als Präsident vor. Außerdem war er in der Baumwollherstellung tätig. 1865 fungierte er noch einmal als Delegierter zum Verfassungskonvent von Georgia.